# Contras

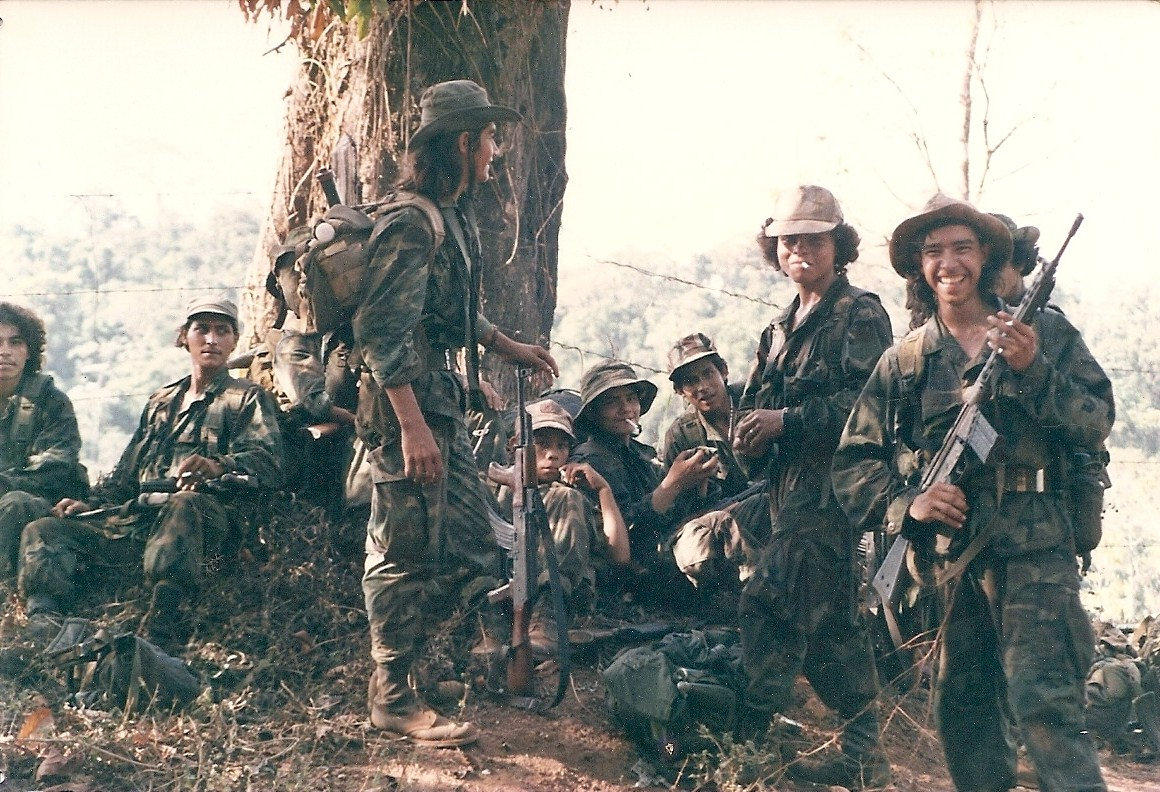
Contras v roce 1987

Contras je dobové označení pro různé pravicové povstalecké skupiny, které bojovaly proti levicové nikaragujské Sandinovské frontě národního osvobození (FSLN). Jejich činnost vzrostla po svržení Anastasia Somozy Debayleho v červenci 1979 při tzv. Sandinistické revoluci. Hnutí Contras bylo co do cílů a ideologie značně roztříštěné, neboť zahrnovalo několik názorově odlišných skupin. Největší a nejvýznamnější z nich se postupem času stala takzvaná Nikaragujská demokratická síla (FDN). V roce 1987 byly prakticky všechny organizace Contras sjednoceny, přinejmenším formálně, do Hnutí nikaragujského odporu.
Zpočátku dostávali povstalci finanční a vojenskou podporu od Spojených států prostřednictvím CIA, pomoc jim poskytovala i Argentina (respektive vojenská diktatura v Argentině). Po vypuknutí aféry Írán-Contras v roce 1987 si americký Kongres přál, aby se USA od nikaragujského konfliktu distancovaly, a odvolaly veškerou podporu.
Termín „Contra“ pochází ze španělského slova la contra, což je zkratkou výrazu la contrarrevolución, česky kontrarevoluce, očekávaný vedlejší produkt mnoha revolucí. Někteří povstalci neměli označení Contras rádi, protože měli dojem, že popisuje jejich důvody pouze v negativním smyslu, anebo že si přejí znovunastolit starý pořádek. Povstalečtí bojovníci sami sebe nazývali comandos; sympatizanti z řad rolníků je také nazývali los primos (bratranci). Později nazývali veteráni svoje hnutí la resistencia (hnutí odporu).
Jejich činnost byla pestrá. Zahrnovala vypalování klinik, škol a zemědělských farem. Od svého vzniku do roku 1985 zavraždili 7650 lidí a dalších 5240 drželi v zajetí kvůli výkupnému, přičemž většina unesených byli zahraniční učitelé a zdravotní pracovníci, kteří dobrovolně působili na nikaragujském venkově. Kromě toho šířili i protistátní letáky, pokládali námořní miny u nikaragujských přístavů (cca 200) a ve své největší akci dokázali dočasně ochromit nikaragujské hospodářství, když zapálili nádrže s ropou v přístavu Corinto a tak zemi připravili o 6 000 000 litrů ropy.

## Nejvýznamnější organizace hnutí odporu
- MILPAS (Milicia Popular Anti-Sandinista = Lidové protisandinovské milice) maoistická skupina bojující proti prosovětským sandinovcům
- FDN (Fuerza Democrática Nicaragüense = Nikaragujská demokratická síla), kterou vedl bývalý plukovník národní gardy Enrique Bermúdez (Comandante 380) a která měla základny v Hondurasu
- ARDE (Alianza Revolucionaria Democrática = Revoluční demokratická aliance) levicově orientovaná skupina vedená exsandinistou Edénem Pastorou, (Comandante Cero) a Alfonsem Robelem Callejasem, bývalým členem revolučního Vládního výboru národní obrody (Junta de Gobierno de Reconstrucción Nacional)
- FARN (Fuerzas Armadas Revolucionarias Nicaragüenses = Revoluční námořní nikaragujské síly) Fernanda Chamorra zvaného el Negro
- KISAN, YATAMA a MISURA skupiny tvořené domorodci žijícími podél nikaragujského karibského pobřeží